# Koto Baru (Payakumbuh Timur)
Koto Baru is een bestuurslaag in het regentschap Payakumbuh van de provincie West-Sumatra, Indonesië. Koto Baru telt 1634 inwoners (volkstelling 2010).